# Pseudopapulaspora kendrickii
Pseudopapulaspora kendrickii är en svampart som beskrevs av N.D. Sharma 1977. Pseudopapulaspora kendrickii ingår i släktet Pseudopapulaspora, divisionen sporsäcksvampar och riket svampar.   Inga underarter finns listade i Catalogue of Life.